# Betty en NY
Betty in NY és una sèrie de televisió nord-americana per a NBC basada en la telenovela colombiana de 1999 escrita per Fernando Gaitán, Yo soy Betty, la fea, la versió més popular de la qual fou La fea más bella, protagonitzada per Angélica Vale. La sèrie és protagonitzada per Elyfer Torres com a personatge titular.
El tràiler de la sèrie es va presentar com a Betty in NY, durant els avanços de NBC per a la temporada de televisió 2018-2019. L'inici de la producció es va anunciar el 27 de novembre de 2018. Es va estrenar el 6 de febrer de 2019 i va acabar el 12 d'agost de 2019.